# HUK-Coburg-Rechtsschutzversicherung
Die HUK-Coburg Rechtsschutzversicherung AG mit Sitz in Coburg ist ein deutscher Versicherer und gehört zur HUK-Coburg-Versicherungsgruppe. Die übergreifende Unternehmensfunktion wird sowohl in der HUK-Coburg-Rechtsschutzversicherung AG als auch innerhalb der restlichen HUK-Coburg-Versicherungsgruppe in der Konzern-Obergesellschaft ausgeführt.

## Geschichte
Im Jahre 1971 wurde mit Gründung der CORAG Coburger Rechtsschutzversicherung Aktiengesellschaft der Betrieb der Sparte Rechtsschutzversicherung aufgenommen.

## Produkte
Das Geschäft der HUK-Coburg-Rechtsschutzversicherung AG wird lediglich in der Bundesrepublik Deutschland betrieben. Rückversicherungsgeschäfte werden nicht betrieben. Das Angebot umfasst Rechtsschutzversicherungen im Bereich Verkehr, Beruf und Privatangelegenheiten. 

## Zugehörigkeit zu Verbänden
Die HUK-Coburg-Rechtsschutzversicherung AG gehört folgenden Verbänden an:
- Gesamtverband der Deutschen Versicherungswirtschaft e. V.